# Gainsborough Pictures
Gainsborough Pictures est une société de production cinématographique britannique.
Les studios, basés à Poole Street, Hoxton (Londres), et aménagés dans une ancienne centrale électrique alimentant le métro londonien, furent en activité de 1924 à 1951. De façon assez curieuse, les studios furent appelés "Islington Studios" et non "Hackney" qui est le nom de la circonscription dans laquelle ils se trouvaient en réalité. En 2002, les studios d'origine ont été démolis pour faire place à un immeuble d'appartements. Les autorités ont fait poser une plaque commémorative sur le bâtiment.

## Histoire
Gainsborough fut fondée en 1924 par Michael Balcon et devint une société sœur de la Gaumont British Picture Corporation à partir de 1927, Balcon occupant la fonction de directeur de production pour les deux studios. Alors que Gaumont British, basée aux Lime Grove Studios, produisait les films dits « de qualité », Gainsborough, aux studios d'Islington, fabriquait surtout des films de série B et des mélodrames. Les deux studios se servirent de l’expérience cinématographique continentale, en particulier allemande. Ainsi, par exemple, avant la Seconde Guerre mondiale, Alfred Hitchcock fut-il encouragé par Balcon, qui avait des liens avec l'UFA, d’aller y étudier et de tourner des coproductions multilingues avec la société allemande. En sens inverse, dans les années 1930, Conrad Veidt, Mutz Greenbaum, Alfred Junge, Elisabeth Bergner et Berthold Viertel, entre autres, vinrent participer à des films produits par les deux studios britanniques.
Après le départ de Balcon pour la filiale britannique de la MGM, la Rank Organisation s'intéressa à Gainsborough et des films populaires comme Oh, Mr Porter ! (1937) y furent alors tournés. En 1937, Gaumont-British, touchée par une crise financière, fut contrainte de fermer les studios de Lime Grove. Toute la production, alors, déménagea vers les studios de Poole Street. Durant la Seconde Guerre Mondiale, on jugea que l’imposante cheminée qui se trouvait sur le site constituait un danger supplémentaire en cas de bombardements et les studios Gainsborough revinrent s'installer à Lime Grove jusqu'à la fin du conflit.
De 1942 à 1946, une série de mélodrames en costumes furent produits par Gainsborough à destination du marché anglais, dont la plupart étaient des adaptations de romans récents écrits par des auteurs féminins. Parmi ceux-ci, L'Homme en gris (The Man in Grey, 1943), L'Homme fatal (Fanny by Gaslight, 1944), La Madone aux deux visages (en) (Madonna of the Seven Moons, 1945), Le Masque aux yeux verts (The Wicked Lady, 1945) et Caravane (Caravan, 1946). Souvent, on retrouvait aux génériques de ces films les mêmes acteurs britanniques : Margaret Lockwood, James Mason, Stewart Granger et Patricia Roc. Les studios produisirent également des comédies et des mélodrames situés à cette époque comme Love Story, Time Flies (1944), avec Tommy Handley, Bees in Paradise (1944), de Val Guest et avec Arthur Askey, Le Tyran (They Were Sisters, 1945), ou encore Easy Money (1948).
Parmi les productions qui suivirent, supervisées par Betty Box, qui était à l’époque l'unique productrice importante du cinéma britannique, on peut citer Miranda (1948) et une série mettant en scène la famille Huggett avec pour vedettes Jack Warner, Kathleen Harrison et Petula Clark. Mécontent des performances des studios, Rank fit fermer leurs portes début 1951.

## Démolition
Le site de Lime Grove fut repris par la BBC en 1949 et utilisé pour le tournage de programmes télévisés jusqu'à sa fermeture en 1991. Les installations furent démolies au début des années 1990 et remplacées par un immeuble appelé « Gaumont Terrace » et « Gainsborough Court ».
Les anciens studios d'Islington, situés dans Poole Street, furent largement laissés à l'abandon après leur fermeture en 1951 et ne furent plus utilisés que sporadiquement pour servir de cadre à l'une ou l'autre manifestation culturelle, dont deux productions de pièces de Shakespeare par la compagnie Almeida Theatre, en avril et juillet 2000, sous la direction de Jonathan Kent et avec Ralph Fiennes dans le rôle principal, ainsi qu'à l’occasion d'une « saison Hitchcock » en octobre 2003.
Les bâtiments ont commencé à être déblayés en 2002 et des appartements, conçus par les architectes Munkenbeck et Marshall, ont été construits sur le site en 2004. Ils portent aujourd’hui le nom des anciens studios.

## Filmographie
- 1924 : Bonzo de George Ernest Studdy
- 1924 : Abnégation (The Passionate Adventure) de Graham Cutts
- 1925 : A Typical Budget d'Adrian Brunel
- 1925 : So This Is Jollygood d'Adrian Brunel
- 1925 : The Rat de Graham Cutts
- 1925 : Polar Bonzo de William A. Ward
- 1925 : Cut It Out d'Adrian Brunel
- 1925 : The Blunderland of Big Game d'Adrian Brunel
- 1925 : Battling Bruisers d'Adrian Brunel
- 1925 : Le Voyou (Die Prinzessin und der Geiger) de Graham Cutts
- 1925 : Le Jardin du plaisir (The Pleasure Garden) d'Alfred Hitchcock
- 1926 : The Sea Urchin de Graham Cutts
- 1926 : Glamis Castle de Maurice Elvey
- 1926 : Bodiam Castle and Eric the Slender d'A.V. Bramble
- 1926 : Ashridge Castle : The Monmouth Rebellion de Charles Calvert
- 1926 : The Mountain Eagle d'Alfred Hitchcock
- 1926 : The Triumph of the Rat de Graham Cutts
- 1927 : Les Cheveux d'or (The Lodger) d'Alfred Hitchcock
- 1927 : Blighty d'Adrian Brunel
- 1927 : The Queen Was in the Parlour de Graham Cutts
- 1927 : Downhill d'Alfred Hitchcock
- 1927 : Der Geisterzug de Géza von Bolváry
- 1927 : One of the Best de T. Hayes Hunter
- 1928 : The Constant Nymph d'Adrian Brunel
- 1928 : Le Passé ne meurt pas (Easy Virtue) d'Alfred Hitchcock
- 1928 : The Vortex d'Adrian Brunel
- 1928 : The Rolling Road de Graham Cutts
- 1928 : Balaclava de Maurice Elvey et Milton Rosmer
- 1928 : South Sea Bubble de T. Hayes Hunter
- 1928 : The First Born de Miles Mander
- 1929 : The Return of the Rat de Graham Cutts
- 1929 : Just for a Song de Gareth Gundrey
- 1929 : The Crooked Billet d'Adrian Brunel
- 1929 : Taxi for Two de Denison Clift et Alexander Esway
- 1929 : The Wrecker (en) de Geza Von Bolvary
- 1929 : City of Play de Denison Clift
- 1929 : De femme à femme (Woman to Woman) de Victor Saville
- 1930 : A Warm Corner de Victor Saville
- 1930 : The Walsh Brothers (court-métrage)
- 1930 : The Volga Singers (court-métrage)
- 1930 : Toyland (court-métrage)
- 1930 : Third Time Lucky de Walter Forde
- 1930 : Pete Mandell and His Rhythm Masters No. 1 (court-métrage)
- 1930 : Pete Mandell and His Rhythm Masters No. 2 (court-métrage)
- 1930 : Martini and His Band No. 1 (court-métrage)
- 1930 : Martini and His Band No. 2 (court-métrage)
- 1930 : Lewis Hardcastle's Dusky Syncopaters (court-métrage)
- 1930 : Hal Swain and His Sax-O-Five (court-métrage)
- 1930 : Gypsy Land d'Alexander Oumansky (court-métrage)
- 1930 : George Mozart in Domestic Troubles (court-métrage)
- 1930 : Ena Reiss (court-métrage)
- 1930 : Elsie Percival and Ray Raymond (court-métrage)
- 1930 : Dusky Melodies d'Alexander Oumansky (court-métrage)
- 1930 : Dick Henderson (court-métrage)
- 1930 : Classic v Jazz d'Alexander Oumansky (court-métrage)
- 1930 : The Blue Boys No. 1 (court-métrage)
- 1930 : The Blue Boys No. 2 (court-métrage)
- 1930 : Black and White d'Alexander Oumansky (court-métrage)
- 1930 : Billie Barnes (court-métrage)
- 1930 : Ashes de Frank Birch (court-métrage)
- 1930 : Al Fresco d'Alexander Oumansky (court-métrage)
- 1930 : La Fin du voyage (Journey's End) de James Whale
- 1930 : Symphony in Two Flats de Gareth Gundrey
- 1931 : Who Killed Doc Robin? de W.P. Kellino
- 1931 : Wee Hoose Among the Heather de George Pearson (court-métrage)
- 1931 : Tobermory de George Pearson (court-métrage)
- 1931 : The Stronger Sex de Gareth Gundrey
- 1931 : Somebody's Waiting for Me de George Pearson (court-métrage)
- 1931 : She Is Ma Daisy de George Pearson (court-métrage)
- 1931 : The Saftest of the Family de George Pearson (court-métrage)
- 1931 : Roaming in the Gloaming de George Pearson (court-métrage)
- 1931 : Nanny de George Pearson (court-métrage)
- 1931 : I Love to Be a Sailor de George Pearson (court-métrage)
- 1931 : I Love a Lassie de George Pearson (court-métrage)
- 1931 : Hot Heir de W.P. Kellino (court-métrage)
- 1931 : Bull Rushes de W.P. Kellino (court-métrage)
- 1931 : The Sport of Kings de Victor Saville
- 1931 : The Ringer de Walter Forde
- 1931 : Aroma of the South Seas de W.P. Kellino (court-métrage)
- 1931 : Night in Montmartre de Leslie S. Hiscott
- 1931 : The Man They Couldn't Arrest de T. Hayes Hunter
- 1931 : The Ghost Train de Walter Forde
- 1931 : Hindle Wakes de Victor Saville
- 1931 : The Calendar de T. Hayes Hunter
- 1931 : Michael and Mary de Victor Saville
- 1931 : Sunshine Susie de Victor Saville
- 1932 : Le Roi des palaces de Carmine Gallone
- 1932 : Marry Me de Wilhelm Thiele
- 1932 : The Lucky Number d'Anthony Asquith
- 1932 : Love on Wheels de Victor Saville
- 1932 : Complications matrimoniales (Lord Babs) de Walter Forde
- 1932 : The Frightened Lady T. Hayes Hunter
- 1932 : Le Chien des Baskerville (The Hound of the Baskervilles) de Gareth Gundrey
- 1932 : White Face de T. Hayes Hunter
- 1932 : The Faithful Heart de Victor Saville
- 1932 : Jack's the Boy de Walter Forde
- 1932 : There Goes the Bride d'Albert de Courville
- 1933 : The Man from Toronto de Sinclair Hill
- 1933 : It's a Boy de Tim Whelan
- 1933 : Falling for You de Jack Hulbert et Robert Stevenson
- 1933 : Aunt Sally de Tim Whelan
- 1933 : King of the Ritz de Carmine Gallone et Herbert Smith
- 1933 : Vendredi treize (Friday the Thirteenth) de Victor Saville
- 1934 : Wild Boy d'Albert de Courville
- 1934 : Jack Ahoy de Walter Forde
- 1934 : Princess Charming de Maurice Elvey
- 1934 : L'Homme d'Aran (Man of Aran) de Robert J. Flaherty
- 1934 : Soldiers of the King de Maurice Elvey
- 1934 : A Cup of Kindness de Tom Walls
- 1934 : Chu-Chin-Chow de Walter Forde
- 1934 : Red Ensign de Michael Powell
- 1934 : Le Juif Süss (Jew Süss) de Lothar Mendes
- 1934 : My Old Dutch de Sinclair Hill
- 1934 : The Camels Are Coming de Tim Whelan et Robert Stevenson
- 1934 : The Iron Duke de Victor Saville
- 1935 : Oh, Daddy! de Graham Cutts et Austin Melford
- 1935 : Foreign Affaires de Tom Walls
- 1935 : Fighting Stock de Tom Walls
- 1935 : Heat Wave de Maurice Elvey
- 1935 : Me and Marlborough de Victor Saville
- 1935 : Boys Will Be Boys de William Beaudine
- 1935 : The Phantom Light de Michael Powell
- 1935 : Stormy Weather de Tom Walls
- 1936 : All In de Marcel Varnel
- 1936 : The First Offence de Herbert Mason
- 1936 : Marie Tudor (Tudor Rose) de Robert Stevenson
- 1936 : Pot Luck de Tom Walls
- 1936 : Where There's a Will (en)  de William Beaudine
- 1936 : Cerveaux de rechange  (The Man Who Changed His Mind) de Robert Stevenson
- 1936 : Jack of All Trades de Jack Hulbert et Robert Stevenson
- 1936 : Windbag the Sailor de William Beaudine
- 1937 : Roublards et compagnie (Okay for Sound) de Marcel Varnel
- 1937 : Good Morning, Boys de Marcel Varnel
- 1937 : Said O'Reilly to McNab de William Beaudine
- 1937 : Oh, Mr Porter ! de Marcel Varnel
- 1938 : Old Bones of the River de Marcel Varnel
- 1938 : Owd Bob de Robert Stevenson
- 1938 : Week-End (Bank Holiday) de Carol Reed
- 1938 : L'Étrange Pensionnaire (Strange Boarders) de Herbert Mason
- 1938 : Convict 99 de Marcel Varnel
- 1938 : Ask a Policeman de Marcel Varnel
- 1938 : Alf's Button Afloat de Marcel Varnel
- 1938 : Hey ! Hey ! USA de Marcel Varnel
- 1938 : Crackerjack d'Albert de Courville
- 1938 : Une femme disparaît (The Lady Vanishes) d'Alfred Hitchcock
- 1939 : A Girl Must Live de Carol Reed
- 1939 : The Frozen Limits de Marcel Varnel
- 1940 : Band Waggon de Marcel Varnel
- 1940 : For Freedom (en) de Maurice Elvey et Castleton Knight
- 1940 : Charley's (Big-Hearted) Aunt de Walter Forde
- 1940 : Neutral Port de Marcel Varnel
- 1941 : Gasbags de Walter Forde et Marcel Varnel
- 1941 : The Ghost Train de Walter Forde
- 1941 : Cottage à louer (Cottage to Let) d'Anthony Asquith
- 1941 : I Thank You de Marcel Varnel
- 1941 : Hi Gang! de Marcel Varnel
- 1942 : Back-Room Boy de Herbert Mason
- 1942 : Partners in Crime de Sidney Gilliat et Frank Launder
- 1942 : Uncensored d'Anthony Asquith
- 1942 : King Arthur Was a Gentleman de Marcel Varnel
- 1943 : It's That Man Again de Walter Forde
- 1943 : Plongée à l'aube (We Dive at Dawn) d'Anthony Asquith
- 1943 : Miss London Ltd. de Val Guest
- 1943 : L'Homme en gris (The Man in Grey) de Leslie Arliss
- 1943 : Dear Octopus de Harold French
- 1943 : Ceux de chez nous (Millions Like Us) de Sidney Gilliat et Frank Launder
- 1944 : Victory Wedding de Jessie Matthews
- 1944 : L'Homme fatal (Fanny by Gaslight) d'Anthony Asquith
- 1944 : Bees in Paradise de Val Guest
- 1944 : Time Flies de Walter Forde
- 1944 : Give Us the Moon de Val Guest
- 1944 : Deux Mille Femmes (Two Thousand Women) de Frank Launder
- 1944 : Love Story de Leslie Arliss
- 1945 : La Madone aux deux visages (en) (Madonna of the Seven Moons) d'Arthur Crabtree
- 1945 : Un soir de rixe (en) (Waterloo Road) de Sidney Gilliat
- 1945 : Le Médaillon fatal (A Place of One's Own) de Bernard Knowles
- 1945 : Le Tyran (They Were Sisters) d'Arthur Crabtree
- 1945 : I'll Be Your Sweetheart de Val Guest
- 1945 : Le Masque aux yeux verts (The Wicked Lady) de Leslie Arliss
- 1946 : Caravane (Caravan) d'Arthur Crabtree
- 1946 : L'Archet magique (The Magic Bow) de Bernard Knowles
- 1947 : Root of All Evil de Brock Williams
- 1947 : Mon cher assassin (Dear Murderer) d'Arthur Crabtree
- 1947 : Holiday Camp (film) de Ken Annakin
- 1947 : Le Manoir tragique (Jassy) de Bernard Knowles
- 1947 : When the Bough Breaks de Lawrence Huntington
- 1948 : Le Mystère du camp 27 (Portrait from Life) de Terence Fisher
- 1948 : Easy Money de Bernard Knowles
- 1948 : Snowbound de David MacDonald
- 1948 : Miranda de Ken Annakin
- 1948 : Broken Journey de Ken Annakin et Michael C. Chorlton
- 1948 : The Calendar d'Arthur Crabtree
- 1948 : My Brother's Keeper d'Alfred Roome
- 1948 : The Blind Goddess de Harold French
- 1948 : Quartet de Ken Annakin, Arthur Crabtree, Harold French et Ralph Smart
- 1948 : Here Come the Huggetts de Ken Annakin
- 1949 : Traveller's Joy de Ralph Thomas
- 1949 : Égarements (The Astonished Heart) de Antony Darnborough et Terence Fisher
- 1949 : Vote for Huggett de Ken Annakin
- 1949 : It's Not Cricket de Roy Rich et Alfred Roome
- 1949 : A Boy, a Girl and a Bike de Ralph Smart
- 1949 : The Huggetts Abroad de Ken Annakin
- 1949 : Marry Me de Terence Fisher
- 1949 : Christophe Colomb (Christopher Columbus) de David Macdonald
- 1949 : Helter Skelter de Ralph Thomas
- 1949 : The Lost People de Muriel Box et Bernard Knowles
- 1949 : Diamond City de David Macdonald
- 1949 : Boys in Brown de Montgomery Tully
- 1950 : Si Paris l'avait su (So Long at the Fair) d'Anthony Darnborough et Terence Fisher
- 1950 : Trio de Ken Annakin et Harold French